# 西尾悦子
西尾 悦子（にしお えつこ、旧芸名：西尾えつ子、1973年3月9日 - ）は、日本の元アイドルタレント・元歌手・元女優。
愛知県豊田市出身。当時の所属事務所はファイブ・セブンプロダクション。既婚。

## 略歴
1988年、雑誌『すっぴん』のコンテストに合格し、「1988すっぴんof the year」を受賞。翌1989年5月、キティレコードから「じゃじゃ馬にさせないで」で歌手デビュー。デビュー当初はアニメ『らんま1/2』との主題歌タイアップや、水着グラビアなどで活動していた。
1992年春、ヌードグラビアモデル、女優に転向する。
1998年前後に引退した。

## 作品

### CD
- 「じゃじゃ馬にさせないで」（フジテレビ系列アニメ『らんま1/2』オープニング・テーマ）　1989.4.25発売
- 「ド・ン・マ・イ来々少年〜Don't mind lay-lay Boy〜」（フジテレビ系列アニメ『らんま1/2熱闘編』エンディング・テーマ）　1989.10.25発売

### イメージビデオ
- 「スコラnu!」（スコラ）
- 「西尾悦子」（スコラ）
- 「西尾悦子パート2」（スコラ）
- 「DAYDREAM」（スコラ）
- 「Imagine」（英知出版）
- 「アイデンティティー」（英知出版）
- 「スーパーランジェリー29」（英知出版）
- 「Why‥‥?」（スコラ）ほか

## 出演

### TV
- たけし・所のドラキュラが狙ってる（毎日放送、1993年5月30日）
- レッツ!クッキングリッシュ（テレビ朝日、1993年10月 - 、レギュラー出演）
- ネオドラマ（テレビ朝日、1993年6月28日 - 7月1日）

### 映画
- 「パンツの穴 ムケそでムケないイチゴたち」（1990年）
- 「のぞき屋」(1995年)
- 「でべそ DE ストリップ」(1996年)
- 「アタシはジュース」(1996年)

### Vシネマ
- 「校内写生 完全実写版」（1992年）
- 「さのばびっち　第壱巻・ブル2篇」（1993年）
- 「さのばびっち　第弐巻・クチュ2篇」（1993年）
- 「ファイナルファイター」（1994年）
- 「新・百合族3」（1995年）
- 「どチンピラ11」（1995年）
- 「AnotherXX　赤い殺人者」（1996年）
- 「餌食　淫らな聖女」（1996年）

## 書籍

### 写真集
- illusion（スコラ、1992年3月20日、撮影：野村誠一）ISBN 978-4796200738
- charm（英知出版、1992年9月1日、撮影：西田幸樹）
- Finger（英知出版、1994年6月17日、撮影：沢渡朔）ISBN 978-4754213695
- 「DayDream」（スコラ、1995年3月20日）
- 欲望という名の劇場（ぶんか社、1996年9月1日、撮影：宮沢正明）ISBN 978-4821121052
- 「MOVEMENT 1」（LEVEL4、2003年03月28日）

### 雑誌
- デラべっぴん No.81（1992年8月号、英知出版）表紙